# ポーラ・チョイ
ポーラ・チョイ （徐小鳳、Paula Tsui、広東語ピン音：Tsui Siu-Fung、1949年1月1日 - ）は、香港（中華人民共和国）の歌手。本名は徐鄖書。愛称は「小鳳姐」で、出生地は湖北省武昌。1970年代から1990年代初にかけて香港歌謡界で活躍した大御所。

## プロフィール
ポーラ・チョイは6人兄弟の長女で、幼い頃に家族とともに中国大陸より香港に移住。家計を助ける為に中学を二年で中途退学している。

### 初期
1965年、天天日報と南國試驗劇團が合同で主催した「香港之鶯」歌謡コンクールに参加、上海女優白光の「戀之火」を歌って優勝し、レコード会社と契約。これにより、「小白光」と呼ばれるようになる。
歌手になるのを反対していた両親の説得に成功し、ナイトクラブでのステージ歌手を経て、1969年にクアラルンプールの南國唱片より「牆」「秋夜」「戀之火」の三枚のアルバムをリリースし、メジャーデビューする。ちなみにこの三枚とも「小白光」のイメージからかすべて白光の曲のカヴァーである。
1970年代前半には、文志唱片と永恆唱片より「涙的小花」（中国語オリジナル歌手：陳芬蘭、原曲：韓国の歌謡曲）、「情人的眼涙」（オリジナル歌手：潘秀瓊）、「午夜結他」（中国語オリジナル歌手：葉麗儀、原曲：千賀かほる「真夜中のギター」）、「愛情的代價」（オリジナル歌手：洪鐘）といった台湾や香港のヒット曲のカヴァー曲オンリーのアルバムを20枚以上リリース、1978年にオリジナルの「大亨」が大ヒット。この時期ほかにも「猛龍特警隊」（原曲：しまざき由理「面影」）や、「柔道龍虎榜」（原曲：姿憲子「女三四郎」）などがヒットしている。

### CBSソニー時代
同年香港CBS新力公司（香港CBSソニー）と契約、「無奈」（原曲：JUNK「鵜戸参り」、最大のヒット曲）、「風雨同路」（原曲：浅田美代子「しあわせの一番星」）、「人生滿希望」（原曲：中島みゆき「雨が空を捨てる日は」）、「夜風中」（原曲：五輪真弓「残り火」）、「人似浪花」（原曲：ジャニス・イアン「夜の帳」Here Comes The Night）、「黄沙萬里」（原曲：五輪真弓の「合鍵」）等といった日本および欧米の曲や、「漫天風雨」、「風的季節」等のオリジナル曲を広東語で歌い、ヒットを連発した。CBSソニーでリリースした「無奈」と「風的季節」は彼女の代表曲となった。また、CBSソニーでも「賣湯圓」（オリジナル歌手：方静音）、「讀書郎」（オリジナル歌手：李麗華）、「小癩麻」（中国語オリジナル歌手：張露、原曲：ハンク・ウィリアムズ「ジャンバラヤ」）、「賣餛飩」（オリジナル歌手：李湄）、「小時候」（オリジナル歌手：李香蘭）といった北京語の懐メロをレコーディングしている。
CBSソニーでは4枚のオリジナルアルバムと4枚のベスト版をリリースした。

### 康藝成音時代
1981年、康藝成音唱片公司に移籍、「隨想曲」がヒットしたほか、「星光的背影」、「情比雨絲」、「順流、逆流」といったオリジナル曲に加え、「星星問」（原曲：大塚博堂「Never Could Say Good-bye」）、「風裏的呼喚」（原曲：さだまさし「天までとどけ」）といった日本の曲の広東語版をレコーディングしている。
また、アルバム「秋水伊人」では、「秋水伊人」（オリジナル歌手：龔秋霞）、「恨不相逢未嫁時」（オリジナル歌手：李香蘭）、「倆相依」（中国語オリジナル歌手：梁萍、原曲：三橋美智也「おさらば東京」）、「靜心等」（中国語オリジナル歌手：張露、原曲：テネシー・アーニー・フォード「16トン」）、「聽我細訴」（オリジナル歌手：呉鶯音）、「意亂情迷」（中国語オリジナル歌手：潘秀瓊、原曲：白根一男「次男坊鴉」）といった北京語の懐メロを歌っている。

### ポリグラム時代
1986年にはポリグラム・レコードに移籍、アルバム「毎一步」をリリース、「毎一步」（原曲：海援隊「思えば遠くへ来たもんだ」）、「香港夜上海」（原曲：南こうせつ「上海エレジー」）を広東語でレコーディングしており、アルバム中の「毎一步」、「婚紗背後」、「城市足印」などがヒットした。1989年には香港電台の金針獎を獲得した。ポリグラム時代のヒット曲としては他に「冬」、「誰又欠了誰」、「一縷情絲」、「雙城記」、「流下眼涙前」、「夢飛行」（オリジナル歌手：山口美央子）などがある。
また、ポリグラムでも李商隠の漢詩に曲をつけた「別亦難」をタイトル曲としたアルバム「別亦難」には「藍與黑」（オリジナル歌手：方逸華）、「天涯歌女」（オリジナル歌手：周璇）、「三年」（オリジナル歌手：李香蘭）、「月光小夜曲」（中国語オリジナル歌手：紫薇、原曲：渡辺はま子「サヨンの鐘」）、「不了情」（オリジナル歌手：顧媚）などを、そしてアルバム「一幅畫」には「何日君再來」（オリジナル歌手：周璇）、「醉人的口紅」（オリジナル歌手：白虹）などの北京語の懐メロを収録している。ポリグラムでは1991年の「文明涙」まで、13枚のアルバムをリリースした。
1992年のコンサート以降は活動も低迷し、1995年の15回連続コンサートを終えた後は、ほとんど公の場に出ない状態となっていた。しかし、2005年の懐メロブームに乗り、香港で23回連続コンサートを行い、2006年には映画『最愛女人購物狂』（監督ワイ・カーファイ）に精神科医・陸小鳳の役で出演したほか、10回連続コンサートを行っている。

## エピソード

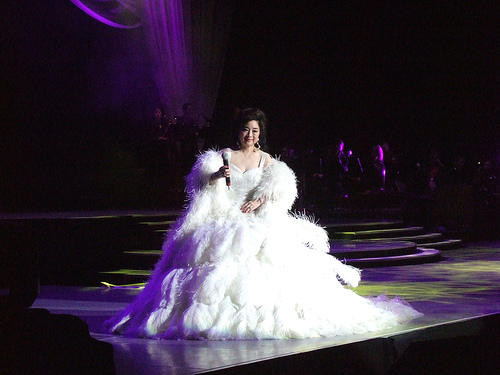
2006年、ラスベガスでのコンサート。

ポーラ・チョイは1983年から2006年の間に香港で計169回のコンサートを行っている。彼女は記録的な回数のコンサートを行ってきた。特に1992年には計43回のコンサートを行っている。全盛期にはアニタ・ムイとコンサートの回数で競争していたという。ちなみにアニタ・ムイはコンクールでポーラの「風的季節」を歌って優勝し、歌手の道に進んだのだった。

## 作品

### レコード

#### 南國唱片公司
- 1969年 - 《牆》《秋夜》《戀之火》

#### 文志唱片公司
- 1971年 - 《徐小鳳第一集　誰能知道我的情》
- 1971年 - 《徐小鳳第二集　新桃花江》
- 1971年 - 《徐小鳳第三集　十六年華》（又名《黛緑年華》）
- 1972年 - 《徐小鳳第四集　回頭我也不要你》
- 1972年 - 《徐小鳳第五集》
- 1972年 - 《徐小鳳金唱片》
- 1972年 - 《徐小鳳第六集　愛你變成害你》
- 1972年 - 《十大紅歌星名曲精選》
- 1973年 - 《徐小鳳第七集　唉！往事何苦提》
- 1973年 - 《徐小鳳第八集　冷面虎》
- 1973年 - 《徐小鳳第九集　柔道龍虎榜》
- 1973年 - 《徐小鳳第十集　二人世界》
- 1974年 - 《蟬聯港台三屆　十大紅歌星名曲精選》
- 1977年 - 《懷念歌曲金唱片》

#### 永恆唱片公司
- 1973年 - 《快樂世界》
- 1974年 - 《愛我在今宵》
- 1974年 - 《長髮為君剪》
- 1974年 - 《龍虎兒女》
- 1975年 - 《海邊的故事》
- 1975年 - 《徐小鳳金唱片》
- 1975年 - 《徐小鳳金唱片第二集》
- 1976年 - 《保鏢》
- 1976年 - 《功夫舞》
- 1976年 - 《猛龍特警隊》
- 1977年 - 《玲瓏塔》
- 1977年 - 《神鳳》
- 1977年 - 《77第一屆金唱片精選》
- 1978年 - 《大亨》
- 1978年 - 《78徐小鳳粤語精選歌曲》
- 1978年 - 《78第二屆金唱片精選》

#### 新力唱片公司
- 1978年 - 《風雨同路》
- 1979年 - 《夜風中》
- 1980年 - 《毎日懷念你》
- 1981年 - 《逍遙四方》
- 1981年 - 《新曲與精選》
- 1985年 - 《新曲與精選第二輯》
- 1987年 - 《星輝燦爛徐小鳳》
- 1989年 - 《金光閃閃徐小鳳》

#### 康藝成音唱片公司
- 1982年 - 《徐小鳳全新歌集一》
- 1983年 - 《徐小鳳演唱會精選》
- 1984年 - 《徐小鳳全新歌集二》
- 1984年 - 《秋水伊人》
- 1985年 - 《徐小鳳全新歌集三》
- 1985年 - 《徐小鳳85演唱會精選》
- 1986年 - 《徐小鳳金曲精選》

#### 寶麗金唱片公司
- 1986年 - 《毎一歩》
- 1986年 - 《PAULA》
- 1987年 - 《依然》
- 1987年 - 《金光燦爛徐小鳳87演唱會》
- 1988年 - 《重逢》
- 1988年 - 《別亦難》
- 1989年 - 《新曲與精選》
- 1989年 - 《一縷情絲》
- 1989年 - 《徐小鳳》
- 1989年 - 《金光燦爛徐小鳳89演唱會》
- 1990年 - 《一幅畫》
- 1990年 - 《一生所愛》
- 1991年 - 《文明涙》

### 映画
- 1972年 - 《輕煙》（歌手）
- 1975年 - 《実録ブルース・リーの死》（歌手）
- 1984年 - 《聖誕快樂》（ナイトクラブの歌手・小鳳）
- 1987年 - 《マネー・チェイス》（デザイナー・小鳳）
- 1988年 - 《ホンコン・フライド・ムービー》（客）
- 2006年 - 《最愛女人購物狂》（精神科医・陸小鳳）